# Малахитовая шкатулка
«Малахитовая шкатулка» («Уральские сказы») — сборник сказов Павла Бажова, пример литературно обработанного «рабочего фольклора» Урала.
Сказы, выходившие в свет с 1936 по 1945 год, к 2010 году были переведены на шестьдесят пять языков мира, а к 2019 году — уже более чем на сто.
В 1943 году за книгу «Малахитовая шкатулка» автор был удостоен Сталинской премии 2-й степени. В 2013 году «Уральские сказы» вошли в список «100 книг», рекомендованный Министерством образования и науки РФ школьникам для самостоятельного чтения. По мотивам сказов, входящих в сборник «Малахитовая шкатулка», были поставлены художественные и мультипликационные фильмы (см. Павел Бажов).

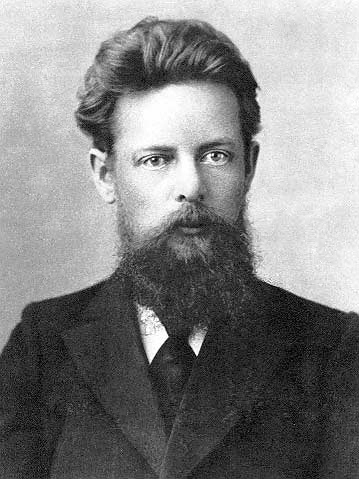
Павел Бажов в 1911 году

## История создания
Павел Бажов родился и вырос в Сысерти — в то время рабочем посёлке при Сысертском заводе. Впервые он услышал фольклорные сказки от бабушки по отцу, которая брала его под опёку в детстве. В 1892-1895 годах Бажов, уже обучавшийся в семинарии, часто бывал в Полевском, тоже рабочем посёлке — там жил его троюродный дед Василий Алексеевич Хмелинин, хороший рассказчик и знаток местного фольклора. У Хмелинина было прозвище «дед Слышко», так как он начинал многие истории с присказки «слышь-ко». События большинства устных сказов Хмелинина разворачивались в окрестностях Полевского, у Гумёшевского рудника и горы Азов. По воспоминаниям Бажова, Хмелинин рассказывал свои истории по-разному — например, развлекая сказами хозяев завода, он делал Хозяйку Медной горы не слишком симпатичной фигурой, тогда как мальчишки, услышав о ней от рассказчика, мечтали её когда-нибудь повстречать. 
В 1920-х годах Бажов работал сельским корреспондентом в «Уральской областной крестьянской газете». Под влиянием общения с крестьянами он начал заниматься литературой. В мае 1924 года он опубликовал в литературном журнале «Товарищ Терентий» девять реалистических очерков о жизни дореволюционных рабочих «Из недавних уральских былей» — они легли в основу сборника «Уральские были», а тот, в свою очередь, стал прообразом «Малахитовой шкатулки». В 1931 году в Москве и Ленинграде прошла серия дискуссий на тему «Значение фольклора и фольклористики в реконструктивный период», по итогам которых была поставлена задача изучения «современного рабочего и колхозно‐пролетарского фольклора». В середине 1930-х годов в Свердловском книжном издательстве было решено выпустить сборник «Дореволюционный фольклор на Урале». Сбор материала поручили историку Владимиру Бирюкову, который должен был сдать сборник в декабре 1935 года. Однако Бирюков заявил, что «нигде не может найти рабочего фольклора». Редактор сборника Е. М. Блинова «через четыре месяца общения с П. П. Бажовым, в июне 1935 года, резко изменила направление работы и стала нацеливать В. П. Бирюкова на собирание рабочего фольклора». Ставший после Е. М. Блиновой редактором сборника П. П. Бажов написал для него сказы «Дорогое имячко», «Медной горы Хозяйка» и «Про Великого Полоза», объявив их фольклорными записями сказов В. А. Хмелинина, которые П. П. Бажов слышал в 1892—1895 годах. Бажов предложил составителю сборника включить в него «рабочий фольклор» — истории, которые он слышал от горняцкого сказителя Василия Хмелинина. В качестве образца писатель показал сказ «Золотое имечко». Но прежде чем вышел в свет сборник, с рукописью ознакомился сотрудник «Детгиза» Владимир Лебедев. Благодаря ему несколько сказов были напечатаны в журнале «Красная новь» (1936, № 11).
25 января 1937 года Бажов был исключён из партии и уволен из редакции по доносу о «цитировании врагов народа», 27 января 1938 года восстановлен, когда доносчик сам попал под репрессии. В течение 1937 года писатель и его семья выживали за счёт огорода и зарплаты свояченицы, и Бажов занимался литературным творчеством — писал сказы, которые в итоге составили «Малахитовую шкатулку»). Из-за репутационных проблем Бажов предпочитал подписывать сказы, которые публиковались в разных изданиях, либо инициалами «П. Б.», либо псевдонимом «П. Брагин». Практически везде имелась пометка «Из сказов Хмелинина».
Позже Бажов вспоминал, что после выхода первых сказов готовилась разгромная статья, в которой ему вменялась в вину «фальсификация фольклора». Писателя спас Демьян Бедный, указавший на книгу Семёнова-Тян-Шанского, где дано довольно обширное примечание о горе Азов, которые, дескать, Бажов мог слышать. Хотя в книге содержится лишь короткое упоминание о горе, существовании легенд, связанных с ней, и связь их с золотым прииском, бывшим одно время в низовьях горы. Сам Демьян Бедный принял сказы за фольклор, но впоследствии оказалось, что они придуманы Бажовым.
По мнению профессора Университета штата Колорадо, США Марка Липовецкого, сказы Бажова сочетают трудносовместимые установки сказочной и несказочной прозы и являются, по его выражению, типичным воплощением «комических попыток создания „нового фольклора“ (или фейклора), символами которого стали „новины“ Марфы Крюковой и песни Джамбула Джабаева».

## Сказы «Малахитовой шкатулки»

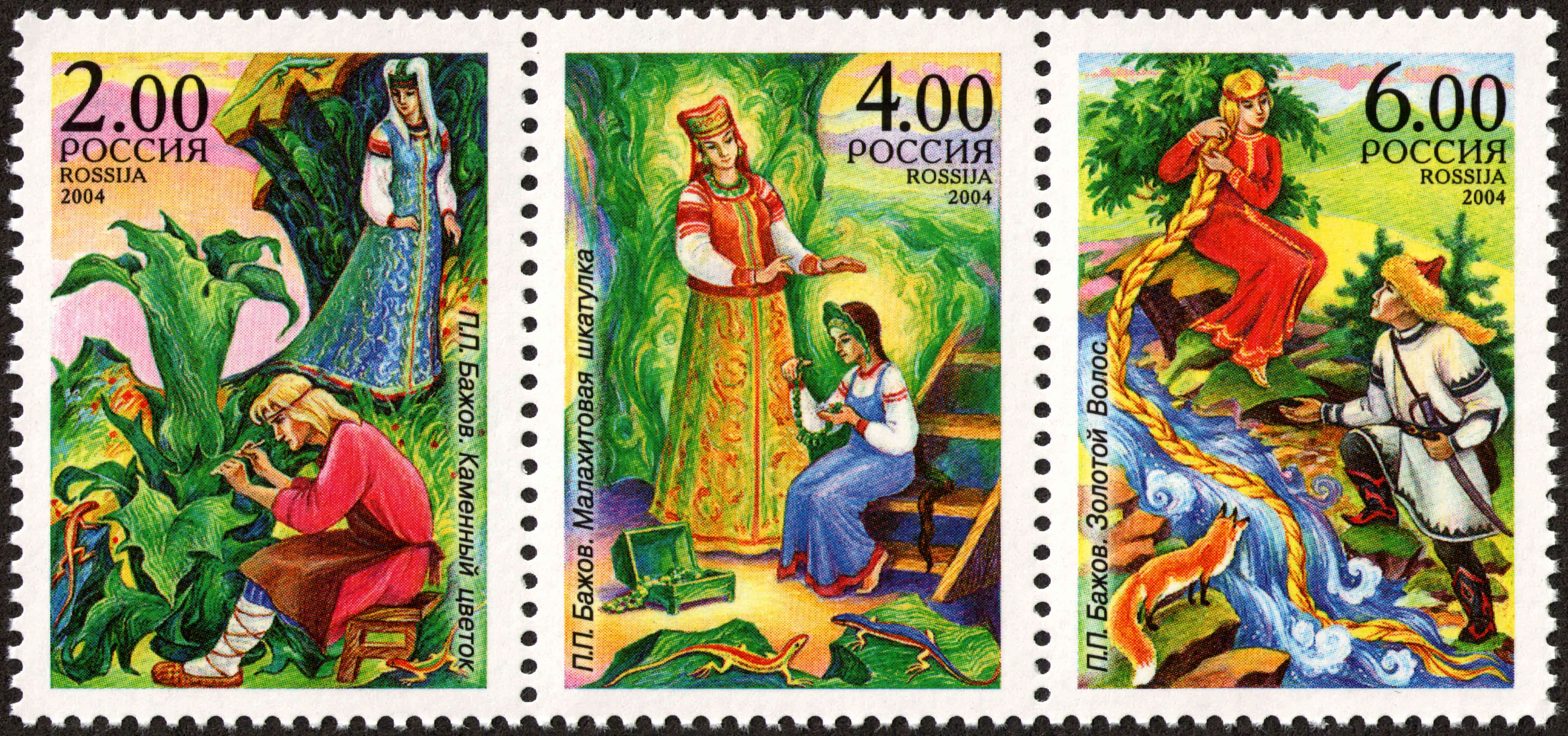
Персонажи сказов П. П. Бажова на почтовых марках. Россия, 2004 год

В прижизненных изданиях Бажова сказы выходили под разными названиями: «горные сказки», «рассказы», «сказы». Первоначально автором сказов Бажов называл Хмелинина, но затем убрал его имя из всех черновых записей.

### «Медной горы хозяйка»
Отправившись смотреть покосы, заводской паренёк Степан встретил женщину в необычных одеждах. Присмотревшись, он догадался, что перед ним — Хозяйка Медной горы. Она велела передать приказчику, чтобы тот уходил с Красногорского рудника. Степан выполнил её просьбу и за это поплатился: приказчик его выпорол, заковал в цепи и отправил в забой. Спасла Степана Малахитница. Привела парня в свои владения и вопрос ребром поставила: «Ну, как насчёт женитьбы?» Степан честно признался, что обещал жениться на девушке Настёне. Хозяйка оценила эту прямоту, подарила его невесте малахитовую шкатулку с украшениями и помогла Степану и его невесте получить волю.
Сказ был впервые опубликован в литературном журнале «Красная новь» (1936, № 11).

### «Малахитовая шкатулка»
После смерти Степана у Настасьи, его вдовы, осталась малахитовая шкатулка, которая заменяла их дочери Танюшке игрушки. Однажды в их дом пришла странница и взялась учить девочку рукоделию. А перед уходом подарила маленькую пуговицу, назвав её памяткой. С той поры стала Танюшка мастерицей. Потом их дом сгорел, и семье пришлось продать шкатулку. Когда молодой барин, приехавший на завод, увидел Танюшку, то решил взять её в жёны. Девушка согласилась, но при условии, что он покажет ей царские малахитовые палаты.
Сказ был впервые опубликован нескольких номерах свердловской газеты «На смену!» (сентябрь — ноябрь 1938) и в альманахе «Уральский современник» (книга 1-я, 1938). Изначальное название — «Тятино подаренье».

### «Каменный цветок»
Данила, которого в посёлке звали Недокормышем, был отдан в ученики к мастеру Прокопьичу. Однажды он получил заказ от приказчика: сделать для барина точёную чашу на ножках по особому чертежу. Чаша получалась ровная, гладкая, но Данила был недоволен: «Вот цветок самый что ни на есть плохонький, а глядишь на него — сердце радуется. Ну, а чаша кого обрадует?» Потом он прослышал, что у Малахитницы во владениях есть каменный цветок, и потерял покой.
Первая публикация была в «Литературной газете» (май 1938) и в альманахе «Уральский современник» (книга 1-я, 1938).

### «Горный мастер»
После того, как Данила-мастер ушёл к Хозяйке, его невеста Катя отправилась жить в избу к приемному отцу жениха. Постепенно она научилась у Прокопьича ремеслу. После смерти старого мастера девушка сама занялась поиском камней. Повстречав однажды Хозяйку, Катя сказала, что хочет вернуть своего Данилу. Малахитница устроила им встречу и поставила Данилу перед выбором: «С ней пойдёшь — всё моё забудешь, здесь останешься — её и людей забыть надо». Данила ответил, что каждую минуту помнит Катю, и вернулся к людям.
Впервые сказ был напечатан в газете «На смену!» в 1939 году.

### «Хрупкая веточка»
У Данилы и Кати родились дети — восемь парней. Третьим был горбатенький Митя. Когда барин увеличил семье оброк вдвое, Митюньку пристроили на ученье к мастеру «по каменной ягоде». Однажды он задумал создать красивую ветку из недорогого камня. Пока он размышлял над материалом и формой, в окошко просунулась не то женская, не то девичья рука — с кольцом на пальце и в зарукавье — и поставила на станок плитку змеевика, а следом — репейный листок с тремя ягодными ветками: черёмуховой, вишнёвой и спелым крыжовником.
Первое издание — в газете «Уральский рабочий» в 1940 году.

### «Железковы покрышки»
Действие, по словам рассказчика, происходит «после пятого года». Царь в канун большого праздника вызвал француза Фабержея (sic), который был поставщиком подарков для двора, и приказал преподнести государыне такой подарок, чтоб не было в нём красного цвета. Мастера посоветовали Фабержею изладить изделие из малахита. Тогда поверенный француза поехал в Гумёшки, где ему подсказали, что лучшие камни — у Евлахи Железки.
Сказ был впервые опубликован в литературно-художественном сборнике «Говорит Урал» (1942).

### «Две ящерки»
Рассказчик вспоминает о том, как промышленник Турчанинов ставил Гумёшевский завод. Герой — Андрюха Солёный — не поладил с начальством и был отправлен на каторжные работы. Возможно, парень бы погиб от непосильного труда, если бы не помощь Хозяйки Медной горы, которая, обернувшись ящеркой, вывела его на свободу.
Первая публикация — в журнале «Октябрь» (1939, № 5—6).

### «Приказчиковы подошвы»
Приказчик Северьян Кондратьич, отличавшийся крайней лютостью, передвигался по посёлку в окружении «обережных», держа в руках плётку. В Медную гору он поначалу не спускался — побаивался Хозяйки. Но как-то рискнул сходить в забой и услышал женский голос: «Гляди, Северьянко, как бы подошвы деткам своим на помин не оставить». Тогда решил он «бабёнку ту поймать». Однако встреча с Хозяйкой закончилась тем, что она превратила приказчика в пустую малахитовую глыбу.
Впервые сказ увидел свет в журнале «Красная новь» (1936, № 11).

### «Сочневы камешки»
Ванька Сочень был в конторе «нюхалкой-наушником». Однажды он решил поискать на Красногорке редкие драгоценные камни — медные изумруды. Выскочившая из забоя чёрная кошка с зелёными глазами так напугала Сочня, что он ходил потом и к бабке Колесишке, и к попу. После их советов Ванька опять отправился на рудник и встретил там Хозяйку Медной горы. Разрешила ему Хозяйка насобирать камешков при условии, что он их сразу отнесёт приказчику. Когда Сочень добрался до приказчика и открыл кошелёк, никаких камней там не оказалось.
Сказ был впервые напечатан в свердловском «Литературном альманахе» (1937, № 3).

### «Травяная западёнка»
Яшка Зорко, служивший щегарем у турчаниновских, начал присматриваться к Усте — дочери вдовы Шаврихи. Вдова эта, по слухам, знала, где находится открытая покойным мужем ямка с малахитом. Устя замуж за Яшку идти не хотела. Однажды она поведала, что путь к богатству откроется тому, кто будет ходить к берёзе близ Климинского рудника в те ночи, когда травы наливаются. Женский голос подскажет путь к траве-западёнке, под которой начинается дорога к малахиту.
Сказ был впервые опубликован в журнале «Индустрия социализма» (1940, № 1).

### «Таюткино зеркальце»
Вот в сказе «Таюткино зеркальце» надо было сказать о надёжной крепи. Сколько русских слов перебрал! И нашлось — «переклад», надёжная крепь — «крепить двойным перекладом». Горжусь: нашёл. Эту простоту, естественность языка очень трудно найти.
В забое пошла руда со шлифом, и горняки запереживали. Стали говорить, что Хозяйка разбила зеркало, дело идёт к обвалу. Когда Ганя Заря получил приказ идти на рудник, с ним стала проситься дочка Таютка, которая с малых лет в шахту с отцом спускалась. Узнав об этом, горняки поначалу зашумели, а потом решили, что это к лучшему: Хозяйка не позволит, чтобы с ребёнком случилась беда. И действительно, Таютке удалось найти зеркало и отвести от людей несчастье.
Сказ был впервые опубликован в газете «Уральский рабочий» (март 1941).

### «Синюшкин колодец»
Шёл заводской парень Илья через лес и набрёл на колодец. Хотел воды напиться, а из водяного окошка старушонка вышла — бабка Синюшка. С виду — старая, а голос и зубы — как у молодой. Велела она ему прийти ночью, когда месяц полный, пообещав всяких богатств показать. Да только Илье богатства ни к чему — он мечтает увидеть, как Синюшка «красной девкой оборачивается».
Впервые сказ был напечатан в «Московском альманахе» в 1939 году.

### «Огневушка-поскакушка»
Восьмилетний Федюнька постоянно находился с работниками из артели. Однажды сидели старатели у костра, вдруг из самой серёдки вынырнула девчонка и пошла плясать. Все смекнули, что это Огневушка-Поскакушка знак дала, что в этом месте можно найти золото. Сигнал, однако, оказался ложным. Не раз после этого Поскакушка водила людей за нос, но однажды в зимний день явилась перед Федюнькой — и стало вдруг тепло, как летом, птицы начали петь. Вручила Огневушка пареньку лопатку и сказала, что она его из лесу выведет и в снегу согреет.
Впервые был напечатан в свердловской газете «Всходы коммуны» (1940).
Отдельным изданием сборник «Малахитовая шкатулка» впервые вышел в 1939 году.

## Имена и прозвища персонажей
Бывая в горнозаводских посёлках, Бажов интересовался местными, просторечными формами русских имён, а также их эмоциональной окраской. В записной книжке он помечал: «Кирило — Кирюха — Кирша — Кирюшка». Среди его героев есть Митьша («Золотой огонёк»), Данилушко («Каменный цветок»), Дарёнка («Серебряное копытце»), Таютка («Таюткино зеркальце»).
Прозвища в посёлках были явлением обыденным, и в сказах Бажов обычно пояснял, почему они доставались тому или иному персонажу. Так, запевалу Устинью Шаврину местные жители нарекли Устей-Соловишной. Алёну из сказа «Ермаковы лебеди» прозвали Алёнушкой — Ребячьей радостью за то, что любила возиться с детьми. Евлампию Медведеву за твёрдость характера досталось прозвище Железко. Дед Слышко получил своё прозвище за часто повторяемое: «Слышь-ко».
Прозвища приказчиков и надзирателей также шли от народных наречений и говорили сами за себя: Северьян Убойца, Душной Козёл, Паротя, Полторы Хари, Яшко Зорко Облезлый, Ераско Поспешай.

## Прототипы
Дед Слышко, от лица которого ведётся повествование, — это Василий Хмелинин. Бажов слушал его истории в 1890-х годах. В ту пору сторожу заводского склада шёл восьмой десяток, однако, по свидетельству Бажова, он не потерял ни интереса к жизни, ни ясности ума, ни независимости суждений.

Старик (Хмелинин) ещё бодро держался, бойко шаркал ногами в подшитых валенках, не без задора вскидывал клинышком седой бороды, но все же чувствовалось, что доживал последние годы. Время высушило его, ссутулило, снизило и без того невысокий рост, но всё ещё не могло потушить веселых искорок в глазах. — Павел Бажов
Прототипом старого барина, который периодически наведывался на рудники, был горнозаводчик Алексей Турчанинов.
С горщиком Данилой Зверевым Бажов познакомился в гранильной мастерской Свердловска. У реального Данилы Зверева и сказочного Данилы-мастера много общего: к примеру, Данила Зверев с детства отличался слабым здоровьем, был невысоким и худеньким, потому в посёлке его называли Лёгоньким (у сказочного Данилы-мастера имелось другое прозвище — Недокормыш).
Прообразом старика Прокопьича, которому в «Каменном цветке» достался в ученики Данила-Недокормыш, стал наставник Данилы Зверева — Самоил Прокофьич.

## Мифические персонажи
Писатель Алексей Иванов пытался доказать, что персонажи сказов Бажова имеют местные («вогульские») истоки. Иванов предположил, что происхождение образа Хозяйки Медной горы связано с «духом местности» и что в русских сказках наиболее близкий ей по типу персонаж — пушкинская Мёртвая царевна. Однако А. Иванов не является филологом или этнографом, и известен как творец «региональной мифологии» для «продвижения» родного края. Например, в 2004 году писатель неудачно пытался продвинуть бренд «Пермь — родина Бабы-Яги», доказывая, что этот сказочный персонаж возник в результате встречи русских с угорскими народами в XV веке). Филолог и специалист по «рабочему фольклору» Н. А. Швабауэр отметила, что мифические персонажи сказов Бажова имеют параллели в горняцком фольклоре Германии и Алтая.

### Хозяйка Медной горы
Хозяйка Медной горы (Малахитница) впервые появляется в одноимённом сказе в образе женщины с сизо-чёрной косой, ленты которой «позванивают, будто листовая медь», и в платье из «шёлкового малахита». Кроме того, она действует в сказах «Приказчиковы подошвы», «Сочневы камешки», «Малахитовая шкатулка», «Каменный цветок» и других. Люди видят в ней невероятную красавицу. «Девица красоты необыкновенной, а брови у неё как уголья», — описывает Хозяйку приказчик Северьян. Данила-мастер сразу признал её «по красоте да по платью». Андрюха Солёный, увидев Малахитницу, остолбенел: «Красота какая!».
Девять античных муз с уважением приняли бы в свой круг Хозяйку Медной горы — музу уральских горняков.
На протяжении всей книги Хозяйка внимательно следит за жизнью горняков и достаточно активно вмешивается в неё: то превращает приказчика Северьяна в «пустую породу», то помогает людям ищущим. По сути, она — покровительница творческого труда и хранительница секретов мастерства. Но при всей своей властности Малахитница остаётся женщиной, способной любить и печалиться. Привязавшись к Степану, она с горечью расстаётся с ним, когда понимает, что он не может остаться в её владениях.
Р. Р. Гельгардт указывал на родство Хозяйки медной горы с Царицей гор из новелл немецких романтиков «Руненберг» Л. Тика (1804) и «Фалунские рудники» Э. Т. А. Гофмана (1819). Опрошенные в ходе фольклорной экспедиции 1981 года жители родины П. П. Бажова Хозяйку знали, но по сказам Бажова и говорили: «Читайте у Бажова, у него хорошо написано».

### Бабка Синюшка
Бабка Синюшка появляется в сказе «Синюшкин колодец» в разных обличьях: то она тощая старушонка в синем платье и синем платке, то «девица-красавица, как царица снаряжена, а ростом до половины доброй сосны», то простая пригожая девчонка — «глаза звездой, брови дугой, губы — малина».

### Огневушка-поскакушка
Героиня одноимённого сказа — девчонка озорная, с весёлыми глазками, «старатели на неё глядят — не наглядятся». Танцует она, как правило, над месторождением золота. Фольклорная экспедиция, проведенная на родине П. П. Бажова в 1981 году, зафиксировала о ней сообщение 77-летнего местного жителя: «На завалинке слышал про Поскакушку. Девка какая или кто, сказать не могут. Она скачет и золото показывает. Это говорили про неё. Холостой ещё когда был, идешь откуда-нибудь, старики сидят на завалинке, сядешь, прислушаешься. Они судят: кто про хлеб, кто про войну, кто про золото — интересно. И Поскакушку вспоминали. Была такая». Более молодой местный рассказчик (1930 года рождения) заявил, что Поскакушка — вымысел Бажова от названия реки Поскакуха.

## Зооморфные персонажи
Появляющиеся в разных сказах ящерки, змейки, кошки, а также Олень Серебряное копытце относятся к зооморфным образам сказов Бажова. Всех их (за исключением кошки) можно обнаружить в произведениях Пермского звериного стиля.

## Переводы сказов на иностранные языки
Профессор Марк Липовецкий отмечает практическую непереводимость сказов Бажова, связанную с двумя причинами — лингвистической и культурной. В связи с этим он подчеркнул в 2014 году, что с момента публикации «Малахитовой шкатулки» вышли только два её перевода на английский язык — в 1944 и 1974 годах.

## Влияние сказов
Сказы и деятельность Бажова оказали значительное влияние на уральскую фольклористику, на десятилетия определив направление её развития — сбор «рабочего фольклора». Немало способствовал этому сам Бажов, который часто посещал преподавателей и студентов Уральского государственного университета (УрГУ), наставляя их на собирание рабочего фольклора, инициировал фольклорные экспедиции в города и посёлки городского типа для сбора «рабочего фольклора», давал методические советы по его записи и называл населённые пункты, где его надо собирать. При этом отбрасывалась значительная часть фольклора населения Урала, прежде всего крестьянский фольклор. Примером отбрасывания является следующий пример. Собирателю фольклора И. Я. Стяжкину было указано фольклористом университета Кукшановым, что «всякие элементы религиозного содержания, грубоватого просторечья совершенно недопустимы». В итоге из сборника фольклорных материалов И. Я. Стяжкина (1219 страниц), переданного в 1949—1957 годах специалистам УрГУ, были опубликованы только несколько пословиц и поговорок, исторические песни, сказка «Царь Петр и матрос» и песня «Товарищ боец, становись запевалой».
Сказы Бажова сыграли большую роль в формировании «уральской идентичности». Культуролог Татьяна Круглова отмечала в 2021 году:

Бажовские мастера — продукт авторской мифологии, невероятно убедительной и привлекательной, а главное, сочиненной вовремя. Но этот миф перешагнул границы его книги и стал основой идентификации огромного региона. Искать секрет его популярности в реальных горно-заводских рабочих XVII и XIX веков — неправильный путь: ни этих рабочих, ни их жизненного уклада нет уже больше 100 лет…

## Адаптации

### Театральные постановки
- Балет «Каменный цветок» (композитор Сергей Прокофьев), премьера состоялась в 1954 году в Большом театре[15].
- Опера «Каменный цветок» (1950, композитор Кирилл Молчанов) была поставлена на сцене Московского театра им. Станиславского и Немировича-Данченко[15].
- Опера-сказ «Малахитовая шкатулка» (композитор Д. А. Батин) в 2012 году была поставлена на сцене Пермского академического театра оперы и балета им. П. И. Чайковского.

### Экранизации
- Фильм «Каменный цветок» (1946, режиссёр Александр Птушко).
- Фильм «Степанова памятка» (1976, режиссёр Константин Ершов).
- Фильм «Книга мастеров» (2009, режиссёр Вадим Соколовский) содержит отдельные мотивы (крепостной мастер, талантливый камнерез).
- В честь 100-летия П. П. Бажова на Свердловской киностудии и «Союзмультфильме» были сняты мультипликационные экранизации его сказов:
  - «Синюшкин колодец» (1973, Сверд., рисованный, перекладка)
  - «Медной горы хозяйка» (1975, Сверд., кукольный)
  - «Малахитовая шкатулка» (1975, Сверд., кукольный)
  - «Каменный цветок» (1977, Сверд., кукольный в комбинации со съёмками живых актёров) — по мотивам сказов «Каменный цветок» и «Горный мастер».
  - «Серебряное копытце» (1977, СМФ, рисованный)
  - «Подарёнка» (1978, Сверд., кукольный) — по мотивам сказа «Серебряное копытце».
  - «Горный мастер» (1978, СМФ, рисованный) — по мотивам сказов «Каменный цветок» и «Горный мастер».
  - «Золотой волос» (1979, Сверд., кукольный)
  - «Огневушка-поскакушка» (1979, СМФ, рисованный)
  - «Травяная западёнка» (1982, Сверд., рисованный, перекладка).

### Прочее
- Диафильм «Малахитовая шкатулка» (1972).

## Увековечение памяти
- В 1953 году на ВДНХ был сооружён фонтан «Каменный цветок», по проекту архитектора Константина Топуридзе[14].
- В 1967 году на севере Москвы одна из улиц получила название Малахитовая. Рядом находится улица Бажова[15].
- В 1970 году, в канун открытия Всемирной выставки «ЭКСПО-70», Минсвязи СССР выпустило почтовую марку, в центре которой — изображение Данилы-мастера (художник Николай Швецов)[14].

### Рекомендуемая литература
- Павел Бажов. Воспоминания о писателе. — М.: Советский писатель, 1961.
- Пермяк Е. А. Долговечный мастер. — М.: Детская литература, 1974.